# Cấp bậc quân sự Liên Xô (1935–1940)
Hệ thống cấp bậc quân sự riêng biệt lực lượng lục quân, không quân và hải quân Hồng quân (1935-1940) - cấp bậc quân sự, được ban hành bởi các Nghị quyết của Ủy ban Chấp hành Trung ương Liên Xô số 19 và Hội đồng Dân ủy Liên Xô số 2135 ngày 22 tháng 9 năm 1935 "Về ban hành các quân hàm riêng biệt ban chỉ huy Hồng quân và phê chuẩn Quy chế nhiệm vụ ban chỉ huy và tham mưu cao cấp Hồng quân".
Được công bố theo Lệnh Ủy viên Nhân dân Bộ Dân ủy Quốc phòng Liên Xô (NKO) số 144 ngày 26 tháng 9 năm 1935.
Nghị quyết số 2590 và số 2591 ngày 2 tháng 12 năm 1935 Hội đồng Dân ủy Liên Xô cho Lực lượng Lục quân, Không quân và Hải quân Hồng quân Công Nông đã thiết lập đồng phục và phù hiệu lực lượng chính quy, chỉ huy và tham mưu Hồng quân.
Được công bố theo Lệnh NKO số 176 ngày 3 tháng 12 năm 1935.

## Lược sử
Sau Cách mạng tháng 10, hệ thống quân hàm bị bãi bỏ và không được áp dụng trong Hồng quân và Hải quân Xô viết. Tuy nhiên, trước nhu cầu thực tế của tổ chức quân sự, đặc biệt là những kinh nghiệm rút ra từ Nội chiến Nga, các lãnh đạo Liên Xô buộc phải sử dụng lại hệ thống cấp bậc cho các tổ chức quân sự của mình. Ngày 20 tháng 6 năm 1924, Hội đồng Quân sự Cách mạng Liên Xô ra sắc lệnh số 807, quy định hệ thống cấp bậc quân sự áp dụng trong Hồng quân, phân thành 14 bậc từ K-1 (thấp nhất) cho đến K-14 (cao nhất). Hệ thống cấp bậc này áp dụng cho cả các cán bộ công tác trong quân đội tương đương ngạch sĩ quan, bao gồm Cán bộ Chính trị, Kỹ thuật, Hậu cần, Quân y, Tư pháp và các lực lượng vũ trang khác. Hệ thống này đã bãi bỏ một phần quan điểm "bình đẳng" trong quân đội trước đây, theo đó đã bắt đầu phân chia thành các nhóm cán bộ chỉ huy trung cấp, cao cấp, và tối cao. Bên cạnh đó, hệ thống này cũng bắt đầu sử dụng các màu nền và màu viền trên cấp hiệu để phân biệt các nhánh binh chủng khác nhau.

## Năm 1935
Các cấp bậc quân sự chỉ huy và tham mưu được tạo ra bằng cách sử dụng hai đặc điểm: chuyên môn quân sự (nghiệp vụ) và chức vụ, xác định mục đích chính thức người mang cấp bậc. Tổng cộng có 63 cấp bậc quân hàm khác nhau dành cho cấp chỉ huy và tham mưu Hồng quân (Lục quân và Không quân) và Hồng Hải quân.
Vào ngày 21 tháng 11 năm 1935, Nghị định Ủy ban Chấp hành Liên Xô và Hội đồng Dân ủy Liên Xô "Về việc trao quân hàm Nguyên soái Liên Xô" cho các chỉ huy Liên Xô Kliment Yefremovich Voroshilov, Aleksandr Ilyich Yegorov, Mikhail Nikolayevich Tukhachevsky, Vasily Konstantinovich Blyukher và Semyon Mikhailovich Budyonny đã được công bố.

### Cấp bậc quân sự năm 1935
| Hồng quân (Lục quân và Không quân) | Hồng quân (Lục quân và Không quân) | Hồng quân (Lục quân và Không quân) | Hồng Hải quân            | Hồng Hải quân            | Hồng Hải quân          |
| Tiếng Nga                          | Phiên âm                           | Tiếng Việt                         | Tiếng Nga                | Phiên âm                 | Tiếng Việt             |
| Binh sĩ và Hạ sĩ quan              | Binh sĩ và Hạ sĩ quan              | Binh sĩ và Hạ sĩ quan              | Binh sĩ và Hạ sĩ quan    | Binh sĩ và Hạ sĩ quan    | Binh sĩ và Hạ sĩ quan  |
| ---------------------------------- | ---------------------------------- | ---------------------------------- | ------------------------ | ------------------------ | ---------------------- |
| Красноармеец                       | Krasnoarmeyets                     | Lính Hồng quân                     | Краснофлотец             | Krasnoflotets            | Lính Hồng Hải quân     |
| Отделённый командир                | Otdeljonnyi komandir               | Phân đội trưởng                    | Отделённый командир      | Otdeljonnyi komandir     | Phân đội trưởng        |
| Младший комвзвод                   | Mladshiy komvzvod                  | Tiểu đội trưởng                    | Старшина                 | Starshina                | Trung sĩ Hải quân      |
| Старшина                           | Starshina                          | Chuẩn úy                           | —                        | —                        | —                      |
| Sĩ quan chỉ huy và tham mưu        |                                    |                                    |                          |                          |                        |
| Лейтенант                          | Leytenant                          | Trung úy                           | Лейтенант                | Leytenant                | Trung úy               |
| Старший лейтенант                  | Starshiy leytenant                 | Thượng úy                          | Старший лейтенант        | Starshiy leytenant       | Thượng úy              |
| Капитан                            | Kapitan                            | Đại úy                             | Капитан-лейтенант        | Kapitan-leytenant        | Đại úy Hải quân        |
| Майор                              | Major                              | Thiếu tá                           | Капитан 3-го ранга       | Kapitan 3-go ranga       | Thuyền trưởng bậc 3    |
| Полковник                          | Polkovnik                          | Thượng tá                          | Капитан 2-го ранга       | Kapitan 2-go ranga       | Thuyền trưởng bậc 2    |
| Комбриг                            | Kombrig                            | Lữ đoàn trưởng                     | Капитан 1-го ранга       | Kapitan 1-go ranga       | Thuyền trưởng bậc 1    |
| Комдив                             | Komdiv                             | Sư đoàn trưởng                     | Флагман 2-го ранга       | Vlagman 2-go ranga       | Tư lệnh Hải đoàn bậc 2 |
| Комкор                             | Komkor                             | Quân đoàn trưởng                   | Флагман 1-го ранга       | Vlagman 1-go ranga       | Tư lệnh Hải đoàn bậc 1 |
| Командарм 2-го ранга               | Komandarm 2-go ranga               | Tư lệnh Tập đoàn quân bậc 2        | Флагман флота 2-го ранга | Vlagman flota 2-go ranga | Tư lệnh Hạm đội bậc 2  |
| Командарм 1-го ранга               | Komandarm 1-go ranga               | Tư lệnh Tập đoàn quân bậc 1        | Флагман флота 1-го ранга | Vlagman flota 1-go ranga | Tư lệnh Hạm đội bậc 1  |
| Маршал Советского Союза            | Marshal Sovetskogo Soyuza          | Nguyên soái Liên Xô                | —                        | —                        | —                      |

| Cấp bậc quân sự đặc biệt sĩ quan chỉ huy                   | Cấp bậc quân sự đặc biệt sĩ quan chỉ huy    | Cấp bậc quân sự đặc biệt sĩ quan chỉ huy                     | Cấp bậc quân sự đặc biệt sĩ quan chỉ huy                 | Cấp bậc quân sự đặc biệt sĩ quan chỉ huy   | Cấp bậc quân sự đặc biệt sĩ quan chỉ huy             | Cấp bậc quân sự đặc biệt sĩ quan chỉ huy       |
| Sĩ quan chính trị                                          | Sĩ quan kỹ thuật                            | Sĩ quan kỹ thuật                                             | Sĩ quan tài chính và hành chính                          | Sĩ quan quân y                             | Sĩ quan thú y                                        | Sĩ quan quân pháp                              |
| Sĩ quan chính trị                                          | Hồng quân                                   | Hồng Hải quân                                                | Sĩ quan tài chính và hành chính                          | Sĩ quan quân y                             | Sĩ quan thú y                                        | Sĩ quan quân pháp                              |
| ---------------------------------------------------------- | ------------------------------------------- | ------------------------------------------------------------ | -------------------------------------------------------- | ------------------------------------------ | ---------------------------------------------------- | ---------------------------------------------- |
| —                                                          | Kỹ thuật viên bậc 2 Воентехник 2-го ранга   | Kỹ thuật viên bậc 2 Воентехник 2-го ранга                    | Kỹ thuật viên Quân nhu bậc 2 Техник-интендант 2-го ранга | Trợ lý Quân y Военфельдшер                 | Trợ lý Thú y Quân sự Военветфельдшер                 | Quân pháp viên sơ cấp Младший военный юрист    |
| Chính trị viên Политрук                                    | Kỹ thuật viên bậc 1 Воентехник 1-го ранга   | Kỹ thuật viên bậc 1 Воентехник 1-го ранга                    | Kỹ thuật viên Quân nhu bậc 1 Техник-интендант 1-го ранга | Trợ lý Quân y Cao cấp Старший военфельдшер | Trợ lý Thú y Quân sự Cao cấp Старший военветфельдшер | Quân pháp viên Военный юрист                   |
| Chính trị viên cao cấp Старший политрук                    | Kỹ sư Quân sự bậc 3 Военинженер 3-го ранга  | Kỹ sư Quân sự bậc 3 Военинженер 3-го ранга                   | Quân nhu viên bậc 3 Интендант 3-го ранга                 | Quân y viên bậc 3 Военврач 3-го ранга      | Thú y Quân sự viên bậc 3 Военветврач 3-го ранга      | Quân pháp viên bậc 3 Военный юрист 3-го ранга  |
| Chính ủy Tiểu đoàn Батальонный комиссар                    | Kỹ sư Quân sự bậc 2 Военинженер 2-го ранга  | Kỹ sư Quân sự bậc 2 Военинженер 2-го ранга                   | Quân nhu viên bậc 2 Интендант 2-го ранга                 | Quân y viên bậc 2 Военврач 2-го ранга      | Thú y Quân sự viên bậc 2 Военветврач 2-го ранга      | Quân pháp viên bậc 2 Военный юрист 2-го ранга  |
| Chính ủy Trung đoàn Полковой комиссар                      | Kỹ sư Quân sự bậc 1 Военинженер 1-го ранга  | Kỹ sư Quân sự bậc 1 Военинженер 1-го ранга                   | Quân nhu viên bậc 1 Интендант 1-го ранга                 | Quân y viên bậc 1 Военврач 1-го ранга      | Thú y Quân sự viên 1 Военветврач 1-го ранга          | Quân pháp viên bậc 1 Военный юрист 1-го ранга  |
| Chính ủy Lữ đoàn Бригадный комиссар                        | Chủ nhiệm Kỹ thuật Lữ đoàn Бригинженер      | Chủ nhiệm Kỹ thuật Hải đoàn bậc 3 Инженер-флагман 3-го ранга | Chủ nhiệm Quân nhu Lữ đoàn Бригинтендант                 | Chủ nhiệm Quân y Lữ đoàn Бригврач          | Chủ nhiệm Thú y Lữ đoàn Бригветврач                  | Chủ nhiệm Quân pháp Lữ đoàn Бригвоенюрист      |
| Chính ủy Sư đoàn Дивизионный комиссар                      | Chủ nhiệm Kỹ thuật Sư đoàn Дивинженер       | Chủ nhiệm Kỹ thuật Hải đoàn bậc 2 Инженер-флагман 2-го ранга | Chủ nhiệm Quân nhu Sư đoàn Дивинтендант                  | Chủ nhiệm Quân y Sư đoàn Дивврач           | Chủ nhiệm Thú y Sư đoàn Дивветврач                   | Chủ nhiệm Quân pháp Sư đoàn Диввоенюрист       |
| Chính ủy Quân đoàn Корпусной комиссар                      | Chủ nhiệm Kỹ thuật Quân đoàn Коринженер     | Chủ nhiệm Kỹ thuật Hải đoàn bậc 1 Инженер-флагман 1-го ранга | Chủ nhiệm Quân nhu Quân đoàn Коринтендант                | Chủ nhiệm Quân y Quân đoàn Корврач         | Chủ nhiệm Thú y Quân đoàn Корветврач                 | Chủ nhiệm Quân pháp Quân đoàn Корвоенюрист     |
| Chính ủy Tập đoàn quân bậc 2 Армейский комиссар 2-го ранга | Chủ nhiệm Kỹ thuật Tập đoàn quân Арминженер | Chủ nhiệm Kỹ thuật Hạm đội Инженер-флагман флота             | Chủ nhiệm Quân nhu Tập đoàn quân Арминтендант            | Chủ nhiệm Quân y Tập đoàn quân Армврач     | Chủ nhiệm Thú y Tập đoàn quân Армветврач             | Chủ nhiệm Quân pháp Tập đoàn quân Армвоенюрист |
| Chính ủy Tập đoàn quân bậc 1 Армейский комиссар 1-го ранга | —                                           | —                                                            | —                                                        | —                                          | —                                                    | —                                              |

## Năm 1937
Sự thống nhất cuối cùng diễn ra với việc thông qua "Quy chế nghĩa vụ nội vụ mới Hồng quân" (UVS-37) vào cuối năm 1937, phản ánh rõ ràng sự phân chia quân nhân mới thành các nhóm theo chức vụ cấp bậc quân nhân. Cụ thể, dựa trên đoạn 10 Chương I, Phần 2, "Mối quan hệ giữa các Quân nhân", tất cả các quân nhân được chia thành các nhóm theo chức vụ cấp bậc quân nhân thành:
- Sĩ quan chỉ huy - bao gồm quân nhân có quân hàm chỉ huy;
- Sĩ quan tham mưu - bao gồm các bộ phận chính trị-quân sự, quân sự-kỹ thuật, quân sự-kinh tế và hành chính, quân y và quân sự-thú y, và quân sự-pháp chế;
- Chỉ huy trưởng cấp cơ sở và cán bộ chỉ huy cấp cơ sở;
- Hạ sĩ quan.

Đoạn 14 Quy chế này (UVS-37) liệt kê các cấp bậc quân sự riêng biệt được thành lập theo Nghị quyết Ủy ban Chấp hành Liên Xô và Hội đồng Dân ủy Liên Xô từ ngày 22 tháng 9 năm 1935 với các bổ sung được đưa ra bởi Nghị quyết Ủy ban Chấp hành Liên Xô số 104 và Hội đồng Dân ủy Liên Xô số 1296 từ ngày 5 tháng 8 năm 1937, quy định cấp bậc riêng biệt Thiếu úy (Младший лейтенант) và Kỹ thuật viên Quân sự Sơ cấp (младший воентехник) - "dành cho chỉ huy cấp cơ sở và sĩ quan chỉ huy đã hoàn thành các khóa học ngắn hạn đặc biệt, cũng như cho những người đã hoàn thành nghĩa vụ quân sự theo Mục X Luật nghĩa vụ quân sự bắt buộc", và Chính trị viên Sơ cấp (Младший политрук) - "dành cho những người làm công tác chính trị từ sĩ quan chỉ huy cấp cơ sở và chiến sĩ Hồng quân không được đào tạo trong phạm vi trường chính trị quân sự".
Điểm 14 UVS-37 cũng liệt kê các cấp bậc quân sự cho binh nhì và hạ sĩ quan Lực lượng Hải quân Hồng quân: Lính Hồng Hải quân, Phân đội trưởng, Trung sĩ Hải quân. Đồng thời, UVS-37 vẫn giữ quân hiệu cho chức vụ Thủy thủ trưởng (главный боцман), là vị trí cấp cao trên tàu hạ sĩ quan cho thủy thủ đoàn trên chiến hạm và tàu Hải quân Hồng quân. Là một phần trong biên chế tàu chiến Hải quân Hồng quân, Thượng sĩ Hải quân (главные боцманы) thực hiện các nhiệm vụ tương tự như các nhiệm vụ Chánh Thủy thủ (старших боцманов) Hải quân Đế quốc Nga.

## Năm 1938
Theo Lệnh số 19 NKO Liên Xô ngày 25 tháng 1 năm 1938, phụ tá (заместителей) và trợ lý chính trị viên (помощников политруков) được giới thiệu trong các đơn vị Hồng quân và Hồng Hải quân, những người giao trách nhiệm hỗ trợ các chính trị viên đại đội (trận địa, hải đội, v.v.) trong việc giáo dục chính trị cho các binh sĩ trong trung đội. Sau đó, theo Nghị quyết Hội đồng Dân ủy Liên Xô số 426 ngày 1 tháng 4 năm 1938, được công bố theo lệnh Bộ Dân ủy Quốc phòng Liên Xô số 045 ngày 5 tháng 4 năm 1938, ban hành phù hiệu cấp bậc Phó Chính trị viên (замполитруков) cấp bậc riêng biệt, tương tự Chuẩn úy Hồng quân (tương tự cấp bậc Thủy thủ trưởng Hồng Hải quân).

## Năm 1939
Tại phiên họp thứ tư bất thường Xô viết Tối cao Liên Xô khóa I, được tổ chức vào cuối tháng 8 - đầu tháng 9 năm 1939, Luật mới "Về nghĩa vụ quân sự phổ thông" đã được thông qua. Điều 12 của Luật này đã chia các quân nhân sĩ quan (sĩ quan) Hồng quân thành các nhóm: Tối cao, thượng cấp, trung cấp và sơ cấp.

### Cấp bậc quân sự năm 1939
| Hồng quân                       | Hồng quân                  | Hồng quân             | Hồng quân                                        | Hồng Hải quân                                        | Hồng Hải quân                                                                    | Hồng Hải quân              |
| Quân hàm ve áo                  | Quân hàm ve áo             | Quân hàm tay áo (Lon) | Cấp bậc quân sự                                  | Cấp bậc quân sự                                      | Quân hàm tay áo (lon)                                                            | Quân hàm tay áo (lon)      |
| Áo khoác ngoài và áo khoác bông | Áo đại cán và Gymnastyorka | Quân hàm tay áo (Lon) | Cấp bậc quân sự                                  | Cấp bậc quân sự                                      | Áo khoác ngoài, Áo khoác hải quân, Áo Flanelevka và Formenko, Áo choàng, Áo chẽn | Áo dạ lễ và Áo thiên thanh |
| Binh sĩ                         | Binh sĩ                    | Binh sĩ               | Binh sĩ                                          | Binh sĩ                                              | Binh sĩ                                                                          | Binh sĩ                    |
| ------------------------------- | -------------------------- | --------------------- | ------------------------------------------------ | ---------------------------------------------------- | -------------------------------------------------------------------------------- | -------------------------- |
| Lính Hồng quân, 1935—1940       | Lính Hồng quân, 1935—1940  | Không có              | Lính Hồng quân Красноармеец                      | Lính Hồng Hải quân Краснофлотец                      | Lính Hồng Hải quân, 1935—1940                                                    | Không có                   |
| Sĩ quan Sơ cấp                  |                            |                       |                                                  |                                                      |                                                                                  |                            |
|                                 |                            | Không có              | Phân đội trưởng Отделённый командир              | Phân đội trưởng Отделённый командир                  |                                                                                  |                            |
|                                 |                            | Không có              | Tiểu đội trưởng Младший комвзвод                 | Trung sĩ Hải quân Старшина                           |                                                                                  |                            |
|                                 |                            | Không có              | Chuẩn úy Старшина                                | Thủy thủ trưởng Главный боцман                       |                                                                                  |                            |
| Sĩ quan Trung cấp               |                            |                       |                                                  |                                                      |                                                                                  |                            |
|                                 |                            |                       | Thiếu úy Младший лейтенант                       |                                                      |                                                                                  |                            |
|                                 |                            |                       | Trung úy Лейтенант                               |                                                      |                                                                                  |                            |
|                                 |                            |                       | Thượng úy Старший лейтенант                      |                                                      |                                                                                  |                            |
| Sĩ quan Thượng cấp              |                            |                       |                                                  |                                                      |                                                                                  |                            |
|                                 |                            |                       | Đại úy Капитан                                   | Đại úy Hải quân Капитан-лейтенант                    |                                                                                  |                            |
|                                 |                            |                       | Thiếu tá Майор]]                                 | Thuyền trưởng bậc 3 Капитан 3-го ранга               |                                                                                  |                            |
|                                 |                            |                       | Thượng tá Полковник                              | Thuyền trưởng bậc 2 Капитан 2-го ранга               |                                                                                  |                            |
| Sĩ quan Tối cao                 |                            |                       |                                                  |                                                      |                                                                                  |                            |
|                                 |                            |                       | Lữ đoàn trưởng Комбриг                           | Thuyền trưởng bậc 1 Капитан 1-го ранга               |                                                                                  |                            |
|                                 |                            |                       | Sư đoàn trưởng Комдив                            | Tư lệnh Hải đoàn bậc 2 Флагман 2-го ранга            |                                                                                  |                            |
|                                 |                            |                       | Quân đoàn trưởng Комкор                          | Tư lệnh Hải đoàn bậc 1 Флагман 1-го ранга            |                                                                                  |                            |
|                                 |                            |                       | Tư lệnh Tập đoàn quân bậc 2 Командарм 2-го ранга | Tư lệnh Hạm đội bậc 2 Флагман флота 2-го ранга       |                                                                                  |                            |
|                                 |                            |                       | Tư lệnh Tập đoàn quân bậc 1 Командарм 1-го ранга | Tư lệnh Tập đoàn quân bậc 1 Флагман флота 1-го ранга |                                                                                  |                            |
|                                 |                            |                       | Nguyên soái Liên Xô Маршал Советского Союза      | Không có cấp bậc                                     | Không có cấp bậc                                                                 | Không có cấp bậc           |

| Không lực Hải quân Морская авиация ВМФ                | Không lực Hải quân Морская авиация ВМФ    | Không lực Hải quân Морская авиация ВМФ | Phòng thủ Bờ biển Hải quân Береговая оборона ВМФ                        | Phòng thủ Bờ biển Hải quân Береговая оборона ВМФ | Phòng thủ Bờ biển Hải quân Береговая оборона ВМФ |
| Cấp bậc quân sự                                       | Quân hàm tay áo (lon)                     | Quân hàm tay áo (lon)                  | Cấp bậc quân sự                                                         | Quân hàm tay áo (lon)                            | Quân hàm tay áo (lon)                            |
| Cấp bậc quân sự                                       | Áo khoác ngoài, áo choàng và áo dài trắng | Áo dạ lễ và Áo thiên thanh             | Cấp bậc quân sự                                                         | Áo khoác ngoài, áo choàng và áo dài trắng        | Áo dạ lễ và Áo thiên thanh                       |
| Sĩ quan Sơ cấp                                        | Sĩ quan Sơ cấp                            | Sĩ quan Sơ cấp                         | Sĩ quan Sơ cấp                                                          | Sĩ quan Sơ cấp                                   | Sĩ quan Sơ cấp                                   |
| ----------------------------------------------------- | ----------------------------------------- | -------------------------------------- | ----------------------------------------------------------------------- | ------------------------------------------------ | ------------------------------------------------ |
| Phân đội trưởng Không lực Отделённый командир авиации | 128x128пкс                                | 128x128пкс                             | Phân đội trưởng Phòng thủ Bờ biển Отделённый командир береговой обороны | 128x128пкс                                       | 128x128пкс                                       |
| Tiểu đoàn trưởng Không lực Младший комвзвод авиации   | 128x128пкс                                | 128x128пкс                             | Tiểu đoàn trưởng Phòng thủ Bờ biển Младший комвзвод береговой обороны   | 128x128пкс                                       | 128x128пкс                                       |
| Trung sĩ Không lực Старшина авиации                   | 128x128пкс                                | 128x128пкс                             | Trung sĩ Phòng thủ Bờ biển Старшина береговой обороны                   | 128x128пкс                                       | 128x128пкс                                       |
| Sĩ quan Trung cấp                                     |                                           |                                        |                                                                         |                                                  |                                                  |
| Thiếu úy Không lực Младший лейтенант авиации          | 128x128пкс                                | 128x128пкс                             | Thiếu úy Phòng thủ Bờ biển Младший лейтенант береговой обороны          | 128x128пкс                                       | 128x128пкс                                       |
| Kỹ thuật viên bậc 2 Воентехник 2 ранга                | 128x128пкс                                | 128x128пкс                             | Trung úy Phòng thủ Bờ biển Лейтенант береговой обороны                  | 128x128пкс                                       | 128x128пкс                                       |
| Thượng úy Không lực Старший лейтенант авиации         | 128x128пкс                                | 128x128пкс                             | Thượng úy Phòng thủ Bờ biển Старший лейтенант береговой обороны         | 128x128пкс                                       | 128x128пкс                                       |
| Sĩ quan Thượng cấp                                    |                                           |                                        |                                                                         |                                                  |                                                  |
| Đại úy Không lực Капитан авиации                      | 128x128пкс                                | 128x128пкс                             | Đại úy Phòng thủ Bờ biển Капитан береговой обороны                      | 128x128пкс                                       | 128x128пкс                                       |
| Kỹ sư Quân sự bậc 2 Военинженер 2-го ранга            | 128x128пкс                                | 128x128пкс                             | Thiếu tá Phòng thủ Bờ biển Майор береговой обороны                      | 128x128пкс                                       | 128x128пкс                                       |
| Thượng tá Không lực Полковник авиации                 | 128x128пкс                                | 128x128пкс                             | Thượng tá Phòng thủ Bờ biển Полковник береговой обороны                 | 128x128пкс                                       | 128x128пкс                                       |
| Sĩ quan Cấp cao                                       |                                           |                                        |                                                                         |                                                  |                                                  |
| Lữ đoàn trưởng Комбриг                                | 128x128пкс                                | 128x128пкс                             | Lữ đoàn trưởng Комбриг                                                  | 128x128пкс                                       | 128x128пкс                                       |
| Chủ nhiệm Kỹ thuật Sư đoàn Дивинженер                 | 128x128пкс                                | 128x128пкс                             | Sư đoàn trưởng Комдив                                                   | 128x128пкс                                       | 128x128пкс                                       |
| Quân đoàn trưởng Комкор                               | 128x128пкс                                | 128x128пкс                             | Quân đoàn trưởng Комкор                                                 | 128x128пкс                                       | 128x128пкс                                       |
| Tư lệnh Tập đoàn quân bậc 2 Командарм 2-го ранга      | 128x128пкс                                | 128x128пкс                             | Tư lệnh Tập đoàn quân bậc 2 Командарм 2-го ранга                        | 128x128пкс                                       | 128x128пкс                                       |

### Cấp bậc quân sự tham mưu Hồng quân và Hồng Hải quân đến 9/1939
|                              | Phó Chính trị viên Заместитель политрука (Trợ lý chính trị viên помощник политрука) | Phó Chính trị viên Заместитель политрука (Trợ lý chính trị viên помощник политрука) |                              |                              | Không có chức vụ tương đương | Không có chức vụ tương đương                    | Không có chức vụ tương đương                                 | Không có chức vụ tương đương | Không có chức vụ tương đương |
| Sĩ quan Trung cấp            |                                                                                     |                                                                                     |                              |                              |                              |                                                 |                                                              |                              |                              |
| Không có chức vụ tương đương | Không có chức vụ tương đương                                                        | Không có chức vụ tương đương                                                        | Không có chức vụ tương đương | Không có chức vụ tương đương |                              | Kỹ thuật viên Quân sự Sơ cấp Младший воентехник | Kỹ thuật viên Quân sự Sơ cấp Младший воентехник              |                              |                              |
|                              | Chính trị viên Sơ cấp Младший политрук                                              | Chính trị viên Sơ cấp Младший политрук                                              |                              |                              |                              | Kỹ thuật viên bậc 2 Воентехник 2-го ранга       | Kỹ thuật viên bậc 2 Воентехник 2-го ранга                    |                              |                              |
|                              | Chính trị viên Политрук                                                             | Chính trị viên Политрук                                                             |                              |                              |                              | Kỹ thuật viên bậc 1 Воентехник 1-го ранга       | Kỹ thuật viên bậc 1 Воентехник 1-го ранга                    |                              |                              |
| Sĩ quan Thượng cấp           |                                                                                     |                                                                                     |                              |                              |                              |                                                 |                                                              |                              |                              |
|                              | Chính trị viên cao cấp Старший политрук                                             | Chính trị viên cao cấp Старший политрук                                             |                              |                              |                              | Kỹ sư Quân sự bậc 3 Военинженер 3-го ранга      | Kỹ sư Quân sự bậc 3 Военинженер 3-го ранга                   |                              |                              |
|                              | Chính ủy Tiểu đoàn Батальонный комиссар                                             | Chính ủy Tiểu đoàn Батальонный комиссар                                             |                              |                              |                              | Kỹ sư Quân sự bậc 2 Военинженер 2-го ранга      | Kỹ sư Quân sự bậc 2 Военинженер 2-го ранга                   |                              |                              |
|                              | Chính ủy Trung đoàn Полковой комиссар                                               | Chính ủy Trung đoàn Полковой комиссар                                               |                              |                              |                              | Kỹ sư Quân sự bậc 1 Военинженер 1-го ранга      | Kỹ sư Quân sự bậc 1 Военинженер 1-го ранга                   |                              |                              |
| Sĩ quan Cao cấp              |                                                                                     |                                                                                     |                              |                              |                              |                                                 |                                                              |                              |                              |
|                              | Chính ủy Lữ đoàn Бригадный комиссар                                                 | Chính ủy Lữ đoàn Бригадный комиссар                                                 |                              |                              |                              | Chủ nhiệm Kỹ thuật Lữ đoàn Бригинженер          | Chủ nhiệm Kỹ thuật Hải đoàn bậc 3 Инженер-флагман 3-го ранга |                              |                              |
|                              | Chính ủy Sư đoàn Дивизионный комиссар                                               | Chính ủy Sư đoàn Дивизионный комиссар                                               |                              |                              |                              | Chủ nhiệm Kỹ thuật Sư đoàn Дивинженер           | Chủ nhiệm Kỹ thuật Hải đoàn bậc 2 Инженер-флагман 2-го ранга |                              |                              |
|                              | Chính ủy Quân đoàn Корпусной комиссар                                               | Chính ủy Quân đoàn Корпусной комиссар                                               |                              |                              |                              | Chủ nhiệm Kỹ thuật Quân đoàn Коринженер         | Chủ nhiệm Kỹ thuật Hải đoàn bậc 1 Инженер-флагман 1-го ранга | нарукавный знак ВМФ          | нарукавный знак ВМФ          |
|                              | Chính ủy Tập đoàn quân bậc 2 Армейский комиссар 2-го ранга                          | Chính ủy Tập đoàn quân bậc 2 Армейский комиссар 2-го ранга                          |                              |                              |                              | Chủ nhiệm Kỹ thuật Tập đoàn quân Арминженер     | Chủ nhiệm Kỹ thuật Hạm đội Инженер-флагман флота             |                              |                              |
|                              | Chính ủy Tập đoàn quân bậc 1 Армейский комиссар 1-го ранга                          | Chính ủy Tập đoàn quân bậc 1 Армейский комиссар 1-го ранга                          |                              |                              | Không có chức vụ tương đương | Không có chức vụ tương đương                    | Không có chức vụ tương đương                                 | Không có chức vụ tương đương | Không có chức vụ tương đương |

| Sĩ quan tài chính và hành chính | Sĩ quan tài chính và hành chính                          | Sĩ quan tài chính và hành chính                          | Sĩ quan tài chính và hành chính | Sĩ quan quân y và thú y quân sự | Sĩ quan quân y và thú y quân sự               | Sĩ quan quân y và thú y quân sự               | Sĩ quan quân y và thú y quân sự | Sĩ quan quân pháp | Sĩ quan quân pháp                              | Sĩ quan quân pháp                              | Sĩ quan quân pháp |
| Hồng quân                       | Hồng quân                                                | Hồng Hải quân                                            | Hồng Hải quân                   | Hồng quân                       | Hồng quân                                     | Hồng Hải quân                                 | Hồng Hải quân                   | Hồng quân         | Hồng quân                                      | Hồng Hải quân                                  | Hồng Hải quân     |
| Quân hàm                        | Cấp bậc quân sự                                          | Cấp bậc quân sự                                          | Quân hàm                        | Quân hàm                        | Cấp bậc quân sự                               | Cấp bậc quân sự                               | Quân hàm                        | Quân hàm          | Cấp bậc quân sự                                | Cấp bậc quân sự                                | Quân hàm          |
| Quân hàm                        | Chức vụ quân sự                                          | Chức vụ quân sự                                          | Quân hàm                        | Quân hàm                        | Cấp bậc quân sự                               | Cấp bậc quân sự                               | Quân hàm                        | Quân hàm          | Cấp bậc quân sự                                | Cấp bậc quân sự                                | Quân hàm          |
| Sĩ quan Sơ cấp                  | Sĩ quan Sơ cấp                                           | Sĩ quan Sơ cấp                                           | Sĩ quan Sơ cấp                  | Sĩ quan Sơ cấp                  | Sĩ quan Sơ cấp                                | Sĩ quan Sơ cấp                                | Sĩ quan Sơ cấp                  | Sĩ quan Sơ cấp    | Sĩ quan Sơ cấp                                 | Sĩ quan Sơ cấp                                 | Sĩ quan Sơ cấp    |
| ------------------------------- | -------------------------------------------------------- | -------------------------------------------------------- | ------------------------------- | ------------------------------- | --------------------------------------------- | --------------------------------------------- | ------------------------------- | ----------------- | ---------------------------------------------- | ---------------------------------------------- | ----------------- |
|                                 | Kỹ thuật viên Quân nhu bậc 2 Техник-интендант 2-го ранга | Kỹ thuật viên Quân nhu bậc 2 Техник-интендант 2-го ранга |                                 |                                 | Trợ lý Quân y Военфельдшер                    | Trợ lý Quân y Военфельдшер                    |                                 |                   | Quân pháp viên sơ cấp Младший военный юрист    | Quân pháp viên sơ cấp Младший военный юрист    |                   |
|                                 | Kỹ thuật viên Quân nhu bậc 1 Техник-интендант 1-го ранга | Kỹ thuật viên Quân nhu bậc 1 Техник-интендант 1-го ранга |                                 |                                 | Trợ lý Quân y Cao cấp Старший военветфельдшер | Trợ lý Quân y Cao cấp Старший военветфельдшер |                                 |                   | Quân pháp viên Военный юрист                   | Quân pháp viên Военный юрист                   |                   |
| Sĩ quan Trung cấp               |                                                          |                                                          |                                 |                                 |                                               |                                               |                                 |                   |                                                |                                                |                   |
|                                 | Quân nhu viên bậc 3 Интендант 3-го ранга                 | Quân nhu viên bậc 3 Интендант 3-го ранга                 | нарукавный знак вмф 1935        |                                 | Quân y viên bậc 3 Военврач 3-го ранга         | Quân y viên bậc 3 Военврач 3-го ранга         |                                 |                   | Quân pháp viên bậc 3 Военный юрист 3-го ранга  | Quân pháp viên bậc 3 Военный юрист 3-го ранга  |                   |
|                                 | Quân nhu viên bậc 2 Интендант 2-го ранга                 | Quân nhu viên bậc 2 Интендант 2-го ранга                 |                                 |                                 | Quân y viên bậc 2 Военврач 2-го ранга         | Quân y viên bậc 2 Военврач 2-го ранга         |                                 |                   | Quân pháp viên bậc 2 Военный юрист 2-го ранга  | Quân pháp viên bậc 2 Военный юрист 2-го ранга  |                   |
|                                 | Quân nhu viên bậc 1 Интендант 1-го ранга                 | Quân nhu viên bậc 1 Интендант 1-го ранга                 |                                 |                                 | Quân y viên bậc 1 Военврач 1-го ранга         | Quân y viên bậc 1 Военврач 1-го ранга         | нарукавный знак вмф 1935        |                   | Quân pháp viên bậc 1 Военный юрист 1-го ранга  | Quân pháp viên bậc 1 Военный юрист 1-го ранга  |                   |
| Sĩ quan Thượng cấp              |                                                          |                                                          |                                 |                                 |                                               |                                               |                                 |                   |                                                |                                                |                   |
|                                 | Chủ nhiệm Quân nhu Lữ đoàn Бригинтендант                 | Chủ nhiệm Quân nhu Lữ đoàn Бригинтендант                 |                                 |                                 | Chủ nhiệm Quân y Lữ đoàn Бригветврач          | Chủ nhiệm Quân y Lữ đoàn Бригветврач          |                                 |                   | Chủ nhiệm Quân pháp Lữ đoàn Бригвоенюрист      | Chủ nhiệm Quân pháp Lữ đoàn Бригвоенюрист      |                   |
|                                 | Chủ nhiệm Quân nhu Sư đoàn Дивинтендант                  | Chủ nhiệm Quân nhu Sư đoàn Дивинтендант                  |                                 |                                 | Chủ nhiệm Quân y Sư đoàn Дивврач              | Chủ nhiệm Quân y Sư đoàn Дивврач              |                                 |                   | Chủ nhiệm Quân pháp Sư đoàn Диввоенюрист       | Chủ nhiệm Quân pháp Sư đoàn Диввоенюрист       |                   |
|                                 | Chủ nhiệm Quân nhu Quân đoàn Коринтендант                | Chủ nhiệm Quân nhu Quân đoàn Коринтендант                |                                 |                                 | Chủ nhiệm Quân y Quân đoàn Корврач            | Chủ nhiệm Quân y Quân đoàn Корврач            |                                 |                   | Chủ nhiệm Quân pháp Quân đoàn Корвоенюрист     | Chủ nhiệm Quân pháp Quân đoàn Корвоенюрист     |                   |
|                                 | Chủ nhiệm Quân nhu Tập đoàn quân Арминтендант            | Chủ nhiệm Quân nhu Tập đoàn quân Арминтендант            |                                 |                                 | Chủ nhiệm Quân y Tập đoàn quân Армврач        | Chủ nhiệm Quân y Tập đoàn quân Армврач        |                                 |                   | Chủ nhiệm Quân pháp Tập đoàn quân Армвоенюрист | Chủ nhiệm Quân pháp Tập đoàn quân Армвоенюрист |                   |

## Năm 1940
Trong Hồng quân, một hệ thống cấp bậc quân sự các sĩ quan chỉ huy được hình thành, tương ứng với việc xây dựng cơ cấu quân đội theo nguyên tắc nhân ba: mỗi đơn vị lớn bao gồm ba đơn vị nhỏ - một trung đội súng trường sĩ quan chỉ huy trung úy phụ trách bao gồm ba tiểu đội, một đại đội do đại úy (thượng tá) gồm ba trung đội, một tiểu đoàn do thiếu tá phụ trách gồm ba đại đội, một trung đoàn do đại tá phụ trách gồm ba tiểu đoàn.
Các đơn vị lớn hơn, lớn hơn một trung đoàn (lữ đoàn, sư đoàn, quân đoàn, tập đoàn quân và phương diện quân), trở nên phổ biến trong các cuộc chiến tranh với số lượng đáng kể, đòi hỏi một cách tiếp cận đặc biệt. Hệ thống cấp bậc chính trị viên và chỉ huy được phát triển theo cách riêng biệt này.
Theo Điều 41 của Luật "Về nghĩa vụ quân sự phổ thông" ngày 1 tháng 9 năm 1939, các cấp bậc quân sự của trung tá (подполковника) và Chính ủy tiểu đoàn Cao cấp (старшего батальонного комиссара) đã được giới thiệu bởi lệnh Bộ Dân ủy Quốc phòng số 2690 ngày 1 tháng 9 năm 1939 và được phê chuẩn theo sắc lệnh Hội đồng Dân ủy Liên Xô số 226 ngày 26 tháng 7 năm 1940. Theo sắc lệnh số 226 này, các cấp bậc nói trên đã được đưa vào Hồng quân từ ngày 30 tháng 7 năm 1940.
Nhưng vào thời điểm đó, Nghị định Đoàn Chủ tịch Xô viết Tối cao Liên Xô từ ngày 7 tháng 5 năm 1940, được công bố theo lệnh Bộ Dân ủy Quốc phòng Nhân dân số 112 ngày 8 tháng 5 năm 1940 và Bộ Dân ủy Hải quân số 233 ngày 11 tháng 11 năm 1940, cấp bậc tướng và đô đốc được giới thiệu, làm thay đổi toàn bộ hệ thống cấp bậc chỉ huy cao cấp Hồng quân và Hồng Hải quân.

## Quân hàm và phù hiệu
Từ tháng 12 năm 1935, các quân hàm mới đã được phê duyệt cho các quân nhân Hồng quân và Hồng Hải quân theo các cấp bậc riêng biệt được ban hành. Tất cả các quân nhân Hồng quân đều nhận được quân hàm ve áo.
Quân hàm ve áo khác nhau tùy theo trang phục: có những ve áo hình thoi trên áo khoác ngoài và áo khoác bông, và ve áo hình bình hành trên đồng phục (ngoại trừ ve áo Nguyên soái Liên Xô). Ve áo sĩ quan chỉ huy Hồng quân (từ trung cấp trở lên) có một dải vàng bao quanh. Ve áo binh lính, hạ sĩ quan và tất cả các cấp chỉ huy (từ trung cấp trở xuống) đều không có dải vàng bao quanh. Ve áo có màu sắc khác nhau tùy theo binh chủng.
Ngoài ve áo, các sĩ quan chỉ huy (từ trung cấp trở lên) còn được quân hàm tay áo ở dạng chevron (họa tiết bao gồm nhiều chữ V), được gọi là "lon", được may trên tay áo khoác ngoài và áo khoác bông phía trên cổ tay áo. Đối với các sĩ quan chỉ huy cao hơn, các góc được làm bằng ren vàng rộng 1,5 cm. Đối với Tư lệnh Tập đoàn quân bậc 1 và Nguyên soái Liên Xô - chevron vàng 3 cm, ngoài ra, Nguyên soái Liên Xô còn có một chevron đỏ 1,5 cm thứ hai, được khâu liền bên dưới tấm chevron vàng. Ngôi sao trên cánh tay Tư lệnh Tập đoàn quân bậc 1 và Nguyên soái Liên Xô có đường kính 6 cm trên áo khoác ngoài và 5 cm trên áo khoác bông và áo chẽn. Chevrons bằng vải đỏ cho các sĩ quan chỉ huy Thượng cấp và Trung cấp: cho các sĩ quan Thượng cấp - rộng 1,5 cm (đối với các đại tá - được may liền chevron vàng 5 mm phía trên và dưới), cho các sĩ quan Trung cấp - rộng 0,75 cm.
Đối với các sĩ quan chính trị Hồng quân, thay vì chevron tay áo, những ngôi sao đỏ và đường kính 5,5 cm, viền bằng lụa đỏ rộng 3mm, bên trong có liềm và búa vàng (dành cho Chính ủy Tập đoàn quân bậc 1 - sao vàng không có liềm và búa, hình dạng và đường kính tương tự như ngôi sao tay áo Tư lệnh Tập đoàn quân bậc 1).
| Binh chủng (lực lượng quân đội)        | Màu quân hàm | Màu viền   |
| -------------------------------------- | ------------ | ---------- |
| Bộ binh                                | Đỏ thẫm      | Đen        |
| Kỵ binh                                | Xanh dương   | Đen        |
| Pháo binh                              | Đen          | Đỏ         |
| Thiết giáp                             | Nhung đen    | Đỏ         |
| Kỹ thuật                               | Đen          | Xanh dương |
| Hóa học                                | Đen          | Đen        |
| Không quân                             | Xanh lơ      | Đen        |
| Tài chính và hành chính, quân y, thú y | Lục đậm      | Đỏ         |

Các mẫu quân hàm, cấp bậc chỉ huy Lực lượng Lục quân và Không quân Hồng quân.
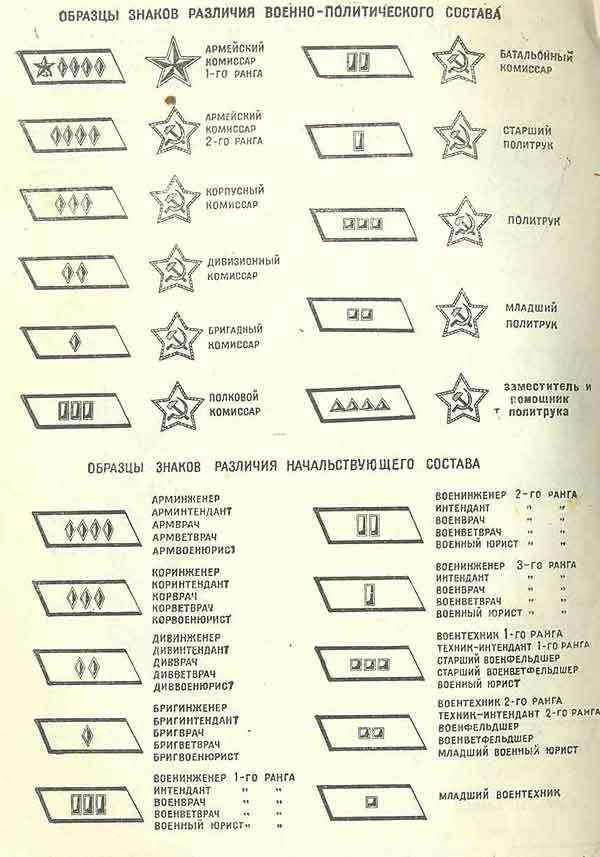
Các mẫu quân hàm chỉ huy lực lượng lục quân và không quân Hồng quân. Có điều bất hợp lý trong giai đoạn 1935-1940, cấp bậc "Звеньевой" (Toán trưởng) và theo đó, quân hàm theo Nghị quyết Hội đồng Dân ủy Liên Xô số 2590 ngày 12 tháng 02 năm 1935 không được ban hành.

Các thiếu sinh quân, sĩ quan sơ cấp và chỉ huy các trường quân sự Hồng quân đeo quân hàm ve áo quy định cho binh nhì và sĩ quan sơ cấp quân binh chủng tương ứng, hoặc được đào tạo tại trường quân sự. Các ve áo các học viên cấp bậc được khâu bằng chỉ màu vàng hoặc sơn màu vàng từ viết tắt trường quân sự.
Các học viên hạ sĩ quan và sĩ quan sơ cấp thay vì đánh dấu mã ve áo của họ, họ đeo quân hàm tương ứng với cấp bậc quân sự của họ (hình tam giác hạ sĩ quan và nhân viên chỉ huy).
| Binh chủng                      | Binh chủng                      | Màu sắc huy hiệu hoặc sao trên quân hàm | Màu sắc khoảng cách giữa các viền |
| ------------------------------- | ------------------------------- | --------------------------------------- | --------------------------------- |
| Bộ Tư lệnh Hải quân             | Bộ Tư lệnh Hải quân             | Vàng                                    | Màu sắc chất liệu trang phục      |
| Bộ Tư lệnh Phòng thủ Bờ biển    | Bộ Tư lệnh Phòng thủ Bờ biển    | Vàng                                    | Nâu sẫm                           |
| Bộ Tư lệnh Không lực Hải quân   | Bộ Tư lệnh Không lực Hải quân   | Vàng                                    | Xanh lơ                           |
| Sĩ quan chính trị               | Sĩ quan chính trị               | Vàng                                    | Đỏ                                |
| Sĩ quan kỹ thuật                | Hải quân                        | Vàng                                    | Đỏ thẫm                           |
| Sĩ quan kỹ thuật                | Phòng thủ Bờ biển và Không lực  | Bạc (ghi)                               | Đỏ thẫm                           |
| Sĩ quan tài chính và hành chính | Sĩ quan tài chính và hành chính | Bạc (ghi)                               | Màu sắc chất liệu trang phục      |
| Sĩ quan quân y và thú y quân sự | Sĩ quan quân y và thú y quân sự | Bạc (ghi)                               | Xanh lục                          |
| Sĩ quan quân pháp               | Sĩ quan quân pháp               | Bạc (ghi)                               | Tím                               |

### Phù hiệu Binh chủng

Phù hiệu các Lực lượng Hồng quân

Trên ve áo quân nhân có các phú hiệu theo binh chủng (lực lượng). Các ve áo của các binh chủng khác nhau Hồng quân có màu sắc và viền khác nhau. Ví dụ: ve áo bộ binh có màu đỏ thẫm, của kỵ binh có màu xanh dương, với cùng một đường viền màu đen cho cả hai binh chủng quân đội.
Cho đến năm 1936, quân nhân Hồng quân tiếp tục đeo các phù hiệu Hồng quân được thiết lập theo Lệnh Hội đồng Quân sự Cách mạng Liên Xô số 807 ngày 20 tháng 6 năm 1924 (tổng cộng có 24 phù hiệu), với các bổ sung được thực hiện bởi Lệnh Hội đồng Quân sự Cách mạng Liên Xô:
- Số 1058 ngày 19 tháng 8 năm 1924 (thay đổi phù hiệu quân y);
- Số 721 ngày 7 tháng 12 năm 1926 (ban hành phù hiệu lực lượng hóa học);
- Số 220 ngày 18 tháng 11 năm 1932 (ban hành phù hiệu tùy viên quân sự).

Tuy nhiên, không có việc sản xuất và cung cấp quân đội hàng loạt với các phù hiệu, việc sản xuất và cung cấp được giao cho chính các đơn vị quân đội. Chỉ huy các đơn vị này đã ra lệnh sản xuất các phù hiệu, theo quy định, trong các tổ chức hợp tác địa phương khác nhau như công xưởng nhỏ và artel, thường tự điều chỉnh thiết kế - dựa trên ý muốn cá nhân hoặc các phiên bản mẫu năm 1922 trước dó. Ví dụ, quân nhân Lực lượng Cơ giới thay vì 3 biểu tượng khác nhau được phê duyệt vào năm 1924 theo Lệnh số 807 Hội đồng Quân sự Cách mạng Liên Xô cho xe lửa thiết giáp, xe tăng và thiết giáp - nhưng lại chỉ đeo một phù hiệu duy nhất Lực lượng Thiết giáp Hồng quân đã được phê duyệt theo Lệnh số 1312 Hội đồng Quân sự Cách mạng Liên Xô ngày 29 tháng 5 năm 1922. Trong hầu hết các trường hợp, cấp trên đã làm ngơ trước sự "sáng tạo" này.
Vào ngày 10 tháng 3 năm 1936, theo Lệnh số 33 Bộ Dân ủy Quốc phòng Liên Xô, các phù hiệu mới đã được thành lập cho các quân nhân Lực lượng Hồng quân, số lượng đã giảm xuống còn 17. Bộ phù hiệu này thực tế tồn tại không thay đổi cho đến năm 1942 (chỉ vào ngày 31 tháng 8 năm 1936, theo Lệnh của NPO Liên Xô số 165, phù hiệu Lực lượng Đường sắt và Vận tải quân sự đã được thay thế bằng một biểu tượng khác).
Bộ binh, kỵ binh và chính trị quân sự, theo Lệnh số 33 Bộ Dân ủy Quốc phòng Liên Xô ngày 10 tháng 3 năm 1936, không có phù hiệu. Phù hiệu đặc biệt lực lượng chính trị quân sự Hồng quân là ngôi sao năm cánh màu đỏ có búa và liềm (đối với Chính ủy Tập đoàn quân bậc 1 - ngôi sao vàng không có búa liềm).
Sau đó một thời gian thiết lập thêm phù hiệu một số lực lượng khác.